# Guy Debord
Guy Ernest Debord, ([gi dəboʁ]; 28. prosince 1931 – 30. listopadu 1994) byl francouzský filosof, spisovatel, filmař, marxistický teoretik, představitel a spoluzakladatel umělecko-politického směru situacionismu. Stěžejním tématem jeho myšlení byla radikální kritika konzumerismu a pozdního kapitalismu. Vymyslel společenskou hru (Le Jeu de la Guerre), která se roku 2008 dočkala převedení do podoby videohry. Žil bohémským životem, na jeho konci měl silné problémy s alkoholem a svůj život skončil sebevraždou. Jeho nejznámějším dílem je kniha Společnost spektáklu z roku 1967; silně ovlivnila hnutí francouzských studentů roku 1968, stejně jako Situacionistická internacionála, umělecko-politický spolek, který vedl.

## Myšlení

### Kritická teorie
Ústředním bodem Debordova myšlení byla radikálně-levicová kritika společnosti pozdního kapitalismu. Vycházel z myšlení klasického marxismu, které upravil a aplikoval na západoevropskou společnost 60. let. Formuloval tak originální teorii, kterou shrnul v knize Společnost spektáklu. Je též velmi blízká anarchismu.
Zatímco v raném kapitalismu byl dělník ovládán a vykořisťován skrze materiální nouzi, tvrdí Debord, v kapitalismu pozdním je naopak manipulován psychologickým nátlakem vybízejícím ke spotřebě a k duševní pasivitě. Společnost dosáhla materiálního přebytku, který ji samotnou ovládl. Nadbytečná práce již nepřispívá ke zvýšení blahobytu; naopak, potlačuje duševní aktivitu a udržuje mocenský systém nerovnosti. Společnost se pohybuje v bludném kruhu, popírá dějinnost, zaměstnána nadbytečnou prací a následnou konzumací přestala uvažovat o svém vlastním smyslu. Ve jménu trhu došlo k rozpadu ostatních hodnot.
Ideologii, podobu, diskurz a kulturu pozdního kapitalismu nazývá Debord spektáklem – nazíráním, divadlem, podívanou. Jedná se o stav, kdy si společnost vytvořila falešné povědomí o realitě i o sobě samé. Autenticitu, opravdovost prožívání reality nahradily její prodejné obrazy a umělé náhražky – dobrodružný film, umělé rostliny, plyšový pes, pseudo-zboží. Čím více se společnost přirozenosti odcizuje, tím více tyto náhražky potřebuje. Jejich masová výroba a spotřeba zabírá většinu pracovního času, osobní tvořivost vymizela, upozorňuje Debord. Ideologie neustálého konzumu a odcizení je šířena především prostřednictvím médií a reklamy, ekonomika srostla s politikou. Dřívější donucení bylo nahrazeno sváděním; lidé si mocenský nátlak již neuvědomují. Spektákl neustále opěvuje sám sebe, slibuje lepší budoucnost, ve skutečnosti se však nemění. Toto je vlastní veškerým moderním mocenským ideologiím. Debord též kritizoval státní kapitalismus sovětského typu.
| „                                  | Ačkoli je člověk oddělen od produktu své práce, přesto s čím dál větší účinností produkuje každý detail svého světa, čímž od svého světa začíná být stále více oddělován. Čím více se nyní jeho život stává jeho produktem, tím výrazněji se člověk od svého života odděluje. | “ |
| — Guy Debord, Společnost spektáklu | |   |

Věřil, že ke svržení vlády kapitalismu a ideologií lze dojít nenásilnou, avšak radikální revolucí myšlení; cesta k ní vede skrze důraznou osvětu, apel, aktivismus a přímé akce. Za žádoucí uspořádání společnosti považoval federativní vládu dělnických rad, bytostně spjatou se svobodným myšlením.

### Texty
- Rapport sur la construction des situations (1957)
- Contre le cinéma (1964)
- Le Déclin et la chute de l'économie spectaculaire-marchande (1965)
- Le Point d'explosion de l'idéologie en Chine (1967)
- La Société du spectacle (1967)
- Œuvres cinématographiques complètes (1978)
- Considérations sur l’assassinat de Gérard Lebovici (1985)
- Commentaires sur la société du spectacle (1988)
- Panégyrique, tome premier (1989)
- In girum imus nocte et consumimur igni (1990)
- Cette mauvaise réputation… (1993)
- Des contrats (1995)
- Panégyrique, tome second (1997)
- La planète malade (2004)
- Enregistrements magnétiques (1952–1961) (2010)

### Filmy
- Hurlements en faveur de Sade (1952)
- Sur le passage de quelques personnes à travers une assez courte unité de temps (1959)
- Critique de la séparation (1961)
- La Société du spectacle (1973)
- Réfutation de tous les jugements, tant élogieux qu'hostiles, qui ont été jusqu'ici portés sur le film La Société du spectacle (1975)
- In girum imus nocte et consumimur igni (1978)